# Speenhamland

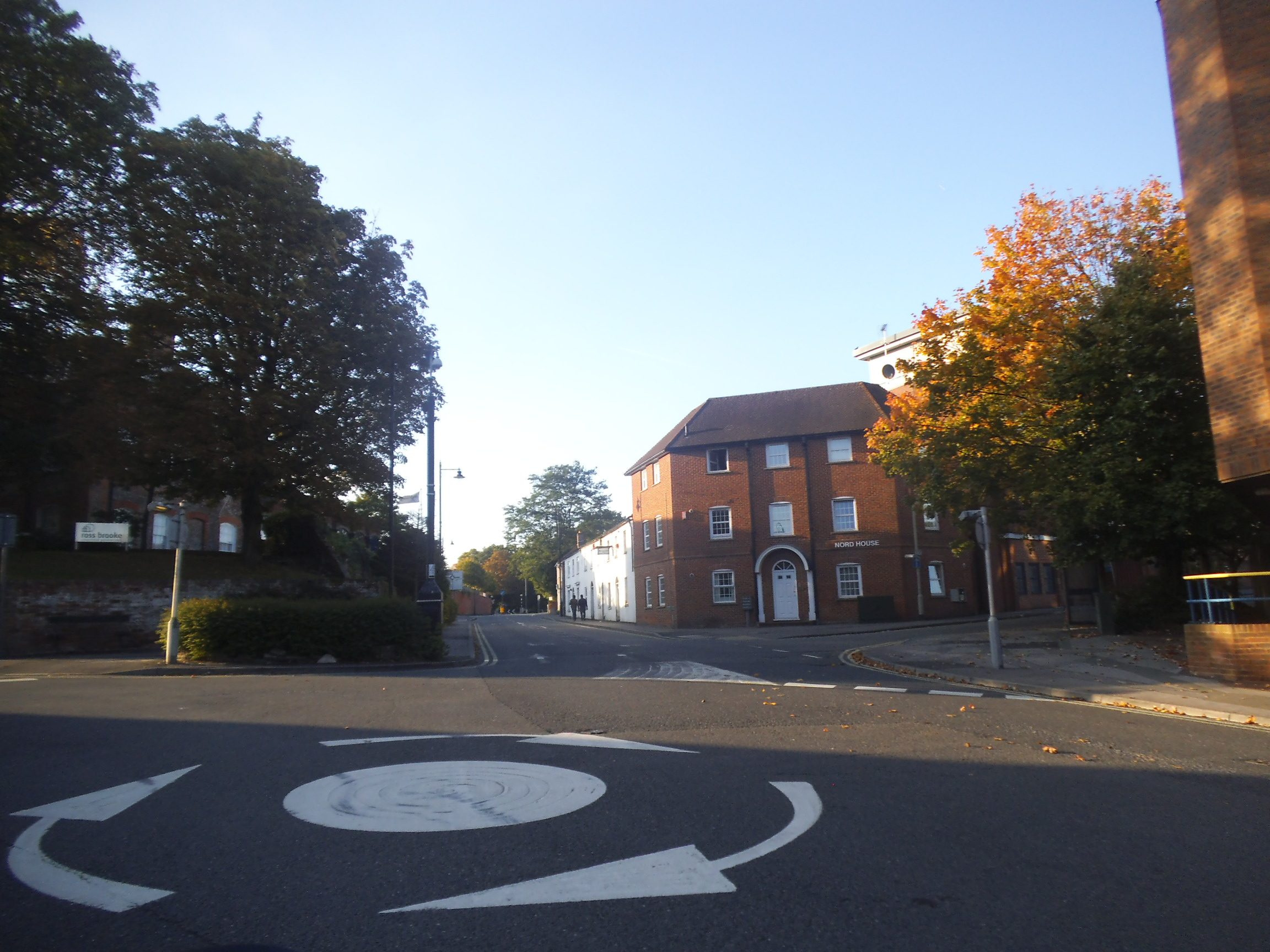
Oxford Street i Speenhamland.

Speenhamland är ett distrikt i Newbury i Berkshire i England i Storbritannien. Området ligger norr om Kennetfloden, mellan centrala Newbury och byn Speen i nordväst. Platsen är känt för Speenhamlandsystemet, ett system för inkomsttillägg för fattiga som var i bruk 1795 till 1834.